# Discografia di Robin Packalen
Questa pagina contiene l'intera discografia di Robin Packalen, dagli esordi sino ad ora.

## Album di studio
| Anno | Nome             | Posizione | Certificazioni          | Vendite  |
| ---- | ---------------- | --------- | ----------------------- | -------- |
| 2012 | Koodi            | –         | Multiplatino            | 130 000+ |
| 2012 | Chillaa          | 1         | Multiplatino            | 85 000+  |
| 2012 | Chillaa (Deluxe) | 4         | –                       | –        |
| 2013 | Boom Kah         | 1         | Multiplatino            | 83 446   |
| 2014 | Boombox          | 1         | –                       | –        |
| 2014 | 16               | 1         | Doppio disco di platino | 47 280   |
| 2015 | Yhdessä          | 2         | -                       | -        |

## Singoli
| Anno | Singolo                                                             | Posizione | Posizione | Posizione | Certificazione   | Vendite | Album               |
| Anno | Singolo                                                             | SL        | LL        | Radio     | Certificazione   | Vendite | Album               |
| ---- | ------------------------------------------------------------------- | --------- | --------- | --------- | ---------------- | ------- | ------------------- |
| 2012 | Frontside Ollie                                                     | 1         | 1         | –         | Disco di platino | 8 079   | Koodi               |
| 2012 | Faija skitsoo                                                       | –         | –         | –         | –                | –       | Koodi               |
| 2012 | Hiljainen tyttö                                                     | –         | –         | –         | –                | –       | Koodi               |
| 2012 | Puuttuva palanen (feat. Brädi)                                      | 4         | 2         | –         | –                | –       | Chillaa             |
| 2012 | Luupilla mun korvissa                                               | –         | –         | –         | –                | –       | Chillaa             |
| 2013 | Haluan sun palaavan                                                 | –         | –         | –         | –                |         | Chillaa             |
| 2013 | Boom Kah (feat. Mikael Gabriel e Uniikki)                           | 4         | 2         | –         | –                | –       | Boom Kah            |
| 2013 | Erilaiset                                                           | 1         | 25        | 25        | Disco di platino | –       | Boom Kah            |
| 2014 | Onnellinen                                                          | –         | –         | 15        | –                | –       | Boom Kah            |
| 2014 | Tilttaamaan (feat. Lord Est)                                        | –         | –         | –         | –                | –       | Boombox             |
| 2014 | Kesärenkaat                                                         | 1         | 2         | 50        | –                | –       | 16                  |
| 2014 | Parasta just nyt (feat. Nikke Ankara)                               | 7         | 2         | 39        | –                | –       | 16                  |
| 2014 | Paperilennokki                                                      | –         | –         | 5         | –                | –       | 16                  |
| 2015 | Sua varten                                                          | 9         | 21        | 10        | –                | –       | 16                  |
| 2015 | Kipinän hetki (feat. Elastinen)                                     | 3         | 1         | 8         | –                | –       | 16 - Stadion Deluxe |
| 2015 | Yö kuuluu meille (feat. Santa Cruz, Nikke Ankara, Brädi e Jussi 69) | 9         | 2         | –         | –                | –       | Yhdessä             |
| 2015 | Milloin nään sut uudestaan? (feat. Kasmir)                          | 4         | 8         | 9         | –                | –       | Yhdessä             |
| 2015 | Lapin kesä (feat. Vesku Loiri)                                      | –         | –         | –         | –                | –       | Yhdessä             |

## Altri brani musicali
| Anno | Singolo     | Posizione | Posizione | Posizione | Certificazione | Vendite | Album |
| Anno | Singolo     | SL        | LL        | Radio     | Certificazione | Vendite | Album |
| ---- | ----------- | --------- | --------- | --------- | -------------- | ------- | ----- |
| 2014 | Kuvitellaan | 18        | –         | –         | –              | –       | 16    |

## Collaborazioni
| Anno | Singolo                                     | Posizione | Posizione | Posizione | Certificazione | Vendite | Album       |
| Anno | Singolo                                     | SL        | LL        | Radio     | Certificazione | Vendite | Album       |
| ---- | ------------------------------------------- | --------- | --------- | --------- | -------------- | ------- | ----------- |
| 2012 | Minä ja K.I.T.T. (Jani-Petteri feat. Robin) | –         | –         | –         | –              | –       | Haittaakse? |
| 2015 | Vahva (Elastinen feat. Robin)               | –         | –         | 56        | –              | –       | Iso kuva    |
| 2025 | Dust (Alan Walker feat. Robin Packalen)     |           |           |           |                |         |             |

## Video musicali
| Anno | Nome                        | Direttore                        | Video  |
| ---- | --------------------------- | -------------------------------- | ------ |
| 2012 | Frontside Ollie             | Marko Mäkilaakso                 | [ 29 ] |
| 2012 | Faija skitsoo               | Marko Mäkilaakso                 | [ 30 ] |
| 2012 | Hiljainen tyttö             | Hannu Sormunen e Mika Packalen   | [ 31 ] |
| 2012 | Puuttuva palanen            | Marko Mäkilaakso                 | [ 32 ] |
| 2012 | Luupilla mun korvissa       | Inari Niemi                      | [ 33 ] |
| 2013 | Haluan sun palaavan         | Mikko Harma                      | [ 34 ] |
| 2013 | Boom Kah                    | Ville Salminen e Rise            | [ 35 ] |
| 2013 | Erilaiset                   | –                                | [ 36 ] |
| 2014 | Onnellinen                  | Kusti Manninen e Jaakko Manninen | [ 37 ] |
| 2014 | Tilttaamaan                 | Kusti Manninen e Jaakko Manninen | [ 38 ] |
| 2014 | Kesärenkaat                 | Ville Salminen                   | [ 39 ] |
| 2014 | Parasta just nyt            | Hannu Aukia                      | [ 40 ] |
| 2014 | Paperilennokki              | Jaakko Manninen e Kusti Manninen | [ 41 ] |
| 2015 | Sua varten                  | Jaakko Manninen e Kusti Manninen | [ 42 ] |
| 2015 | Kipinän hetki               | Joonas Kenttämies                | [ 43 ] |
| 2015 | Yö kuuluu meille            | Jasu Siitarinen                  | [ 44 ] |
| 2015 | Milloin nään sut uudestaan? | Mikko Harma                      | [ 45 ] |
| 2015 | Lapin kesä                  | Hannu Sormunen                   | [ 46 ] |
| 2025 | Dust                        | Gunnar Greve                     |        |

## DVD
| Anno | Nome           | Direttore | Posizione | Certificazioni          | Vendite |
| ---- | -------------- | --------- | --------- | ----------------------- | ------- |
| 2013 | Robin Pop Show | –         | 1         | Doppio disco di platino | 20 000  |